# Flandy Limpele
Flandy Limpele (n. 9 februarie 1974, Manado, North Sulawesi⁠(d), Indonezia) este un jucător de badminton ce a reprezentat Indonezia, medaliat olimpic. A participat la 4 ediții ale Jocurilor Olimpice (1996, 2000, 2004, 2008) în care a câștigat o medalie de bronz.